# Synagoga Krymczaków w Sewastopolu
Synagoga Krymczaków w Sewastopolu (ros. крымчакская синагога) – synagoga należąca do społeczności mieszkających w Sewastopolu Krymczaków. 
Została zbudowana w 1887 roku. Podczas wojny domowej w Rosji wspólnota krymczaków przeniosła się do nowego budynku na ulicy Azowskiej. 